# Бартенев, Иван Яковлевич
Иван Яковлевич Барте́нев (11 сентября 1899, Саратов, Российская империя — после осени 1942 года) — советский военачальник, полковник (1939), участник Великой Отечественной войны, командир 53-й стрелковой дивизии. Попал в плен при обороне Могилёва 12 июля 1941 года.

## Биография
Родился 11 сентября 1899 года в городе Саратов. Русский.
До службы в армии Бартенев с 1914 по 1916 г. работал слесарем и маляром в слесарно-малярной мастерской Попова и Клоярского в г. Саратов, затем маляром на маслобойном заводе Шумилина (позднее маслобойный завод № 1 г. Саратов).

### Гражданская война
15 марта 1918 г. Бартенев добровольно вступил в РККА и был направлен в 1-й советский Саратовский полк, а в июле переведён в 4-й советский Саратовский полк. В августе был зачислен курсантом в школу инструкторов 4-й армии в г. Покровск, а в октябре переведен с ней в Самару. В марте 1919 г. окончил её и был назначен командиром взвода в 217-й Пугачевский стрелковый полк 25-й Чапаевской стрелковой дивизии в г. Бузулук. В его составе воевал против войск адмирала А. В. Колчака на Восточном фронте в районах Бугуруслан и Белебей. В г. Белебей заболел тифом и был госпитализирован. После выздоровления в августе назначен в 66-й отдельный батальон ВОХР, где проходил службу пом. командира и командиром роты, членом полкового суда, врид политкомиссара батальона. В ноябре 1919 г. с батальоном участвовал в ликвидации бандитизма в районах городов Самара и Кинель. В августе 1920 г. батальон был направлен на Западный фронт в г. Могилев и переформирован в 145-й стрелковый полк ВОХР. Затем из этого полка был выделен отряд по борьбе с бандитизмом, а Бартенев назначен его командиром. Участвовал с ним в ликвидации бандитизма в районах Могилева и Гомеля. В мае 1921 г. он был направлен командиром взвода в 171-й стрелковый полк 8-й стрелковой дивизии.

### Межвоенные годы
В июле 1921 г. Бартенев командирован на учёбу в Высшую тактико-стрелковую школу комсостава РККА им. III Коминтерна. После завершения обучения в сентябре 1922 г. был назначен командиром взвода в 37-й стрелковый полк 13-й стрелковой дивизии СКВО в г. Буйнакск. В марте 1923 г. переведён в 94-й стрелковый полк 32-й стрелковой дивизии в г. Саратов, где проходил службу командиром взвода и пом. командира роты, начальником полковой школы. С октября 1925 г. служил начальником полковой школы и командиром батальона в 91-м стрелковом полку 31-й стрелковой дивизии в г. Астрахань. В июне 1931 г. назначен пом. командира по хозяйственной части 158-го стрелкового полка 53-й сд в с. Красный Кут. В сентябре был командирован на учёбу в Военную академию РККА им. М. В. Фрунзе. В апреле 1936 г. после завершения обучения был назначен начальником 1-й части штаба 31-й стрелковой дивизии в г. Сталинград. В июне 1937 г. майор Бартенев переведен пом. начальника 1-го отдела штаба СКВО. В апреле 1938 г. допущен к исполнению должности начальника штаба 28-й горнострелковой Горской Краснознаменной дивизии им. Серго Орджоникидзе (до августа временно командовал этой дивизией). 13 января 1939 г. назначается пом. командира 53-й стрелковой дивизии им. Ф. Энгельса ПриВО, а с 10 декабря 1940 г. вступил в командование этой дивизией. Перед войной проживал в городе Саратове на улице 20 лет ВЛКСМ. Имел жену и троих детей.

### Великая Отечественная война
С началом войны дивизия убыла на фронт. 29 июня 1941 г. она выгрузилась на ст. Орша и была развернута в районе г. Рославль. С 3 июля её части занимали оборону по р. Днепр между Шкловом и Копысью. С 7 июля дивизия в составе 61-го стрелкового корпуса вошла в 13-ю армию и вступила в бои с частями 46-го моторизованного корпуса противника, препятствуя его переправе через р. Днепр у Шклова. К вечеру 9 июля противнику удалось форсировать реку на участке соседней 187-й стрелковой дивизии севернее Быхова, прорвать её оборону и продвинуться на восток на 10 км. 11 июля он нанес удар авиацией и артиллерией по боевым порядкам дивизии и затем атаковал её частями 46-го моторизованного корпуса. 12 и 13 июля дивизия оказалась на острие удара, нанесённого немцами через Днепр на г. Горки, в результате была разгромлена. Её остатки выходили отдельными группами к р. Десна в район Ельни. 12 июля 1941 года полковник Бартенев попал в плен.

#### В плену
По сведениями полковника, данным им в плену 17 июля 1941 года, «…Сталин на банкете по случаю выпуска молодых офицеров немедленно отклонил тост за мирную политику, поднятый одним генерал-майором, и заявил: „Нет, политика войны!“».
Имеются сведения о нахождении Бартенева в Хаммельбургском лагере (№ 62- XIII D), вместе с генералом Иваном Никитиным. На пребывание полковника Бартенева в Хаммельбурге указывает его номер военнопленного: Ofl 62 — 1 648. В октябре 1941 года в лагере возникла крупная антисталинская профашистская организация «Русская национальная трудовая партия» под руководством военюриста С. А. Мальцева, следователя военной прокуратуры 100-й стрелковой дивизии, понёсшей значительные потери при обороне Минска. К партии примкнул и бывший полковник Бартенев.
Летом 1942 года Русская национальная партия прекратила своё существование. 7 июля 1942 года Бартенев был переведён в шталаг III D (Берлин, Вульхайде), дальнейшая его судьба неизвестна.
В живых оставался, по крайней мере, до осени 1942-го.